# Vassili Starodoubtsev
Vassili Aleksandrovitch Starodoubtsev (en russe : Василий Александрович Стародубцев ; né le 25 décembre 1931 dans le village de Volovchik, oblast du Centre-Tchernoziom, aujourd'hui oblast de Lipetsk et décédé le 30 décembre 2011 à Novomoskovsk, oblast de Toula) est un homme politique soviétique, puis russe, et gouverneur de l'oblast de Toula de 1997 à 2005,. Il a également été président de l'Union des paysans de l'URSS, et aussi membre du Comité d'État pour l'état d'urgence lors de la tentative de coup d'État soviétique de 1991. Il était un dirigeant du Parti agrarien de Russie.

## Biographie
Issu d'une famille de paysans humbles, Vassili Starodoubtsev commence sa carrière à l'âge de 16 ans en tant qu'agriculteur dans une ferme collective avant de devenir plus tard contremaître de kolkhoze dans la région de Lipetsk. De 1949 jusqu'à son décès en 2011, il était responsable des produits et contremaître du département de construction et d'installation no 22 de la ville de Joukovski (district de Moscou). Parallèlement, il a suivi des cours de pilotage dans son aéroclub local.
Après avoir obtenu son diplôme, il est mobilisé pour faire son service militaire dans les Forces Armées Soviétiques et, entre 1951 et 1955, il sert notamment dans des unités d'aviation militaire, sert comme mécanicien de vol sur des avions de chasse et rejoint ensuite les réservistes avec le grade de sous-lieutenant.
De 1955 jusqu'à son décès, il était vraquier, opérateur de machine spécialisées à la mine no 36 de Novomoskovsk (oblast de Toula). Entre 1959 et 1965, il étudie à l'Institut agricole de Voronej et devient « agronome et économiste scientifique ». En 1966, il est diplômé de l'Institut agricole soviétique par correspondance avec un diplôme en économie et organisation agricole.
De 1964 à 1997, Vassili Starodoubtsev est devenu président de la ferme collective Lénine dans le district de Novomoskovsk. Parmi ses nombreuses récompenses figuraient le titre de héros du travail socialiste, trois ordres de Lénine, le prix d'État de l'URSS, l'ordre de la révolution d'octobre et l'ordre de l'Insigne d'honneur. Il était candidat ès sciences en agriculture et était un membre du VASKhNIL (Académie Lénine des sciences agricoles).
Starodoubtsev a été membre du Conseil de la fédération de Russie (d'abord de 1993 à 1996 puis également de 1997 à 2001 en tant que gouverneur de région) et député à la Douma d'État entre 2007 et 2011.
Vassili Starodoubtsev était membre du Parti communiste de la fédération de Russie.